# Bölsdorf
Bölsdorf is een plaats en voormalige gemeente in de Duitse deelstaat Saksen-Anhalt, en maakt deel uit van de Landkreis Stendal.

Bölsdorf ligt 5 km ten zuidwesten van de stad Tangermünde en had eind 2023  226 inwoners; Köckte, met minder dan 100 inwoners en een eigen kerkje, ligt ten zuidwesten van Bölsdorf.